# 諾姆溫環礁

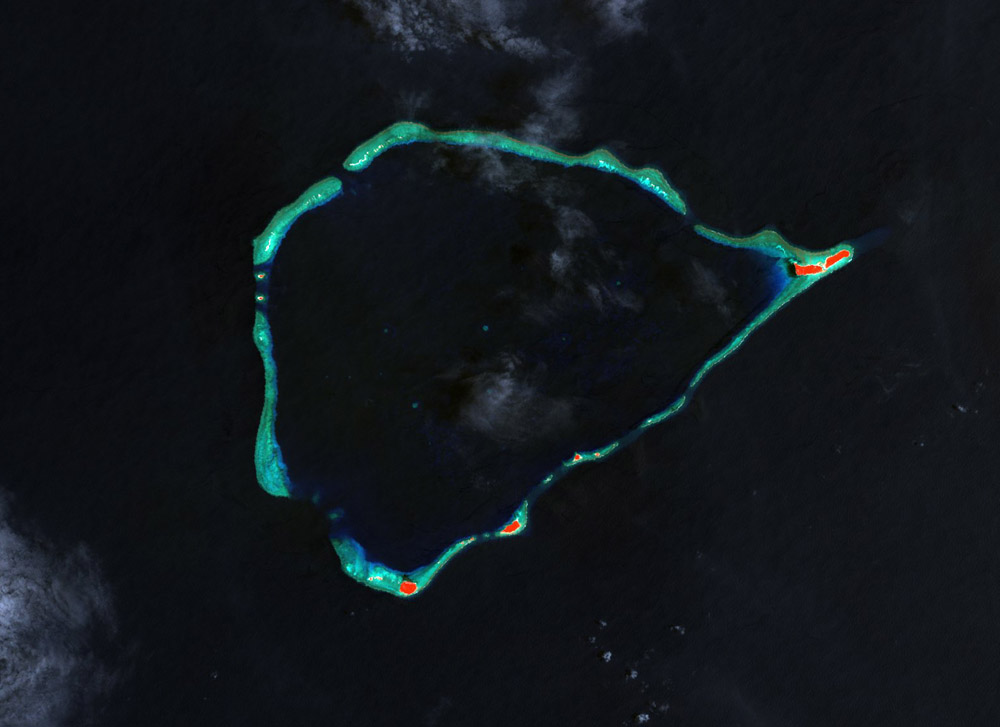

諾姆溫環礁是西太平洋島國密克羅尼西亞聯邦的環礁，屬於加羅林群島的一部分，位於穆里羅環礁西南9公里，由16個島嶼組成，長30公里、寬18公里，土地面積1.8平方公里，潟湖面積291.6平方公里，2000年人口1,066。
8°25′53″N 151°44′48″E / 8.4313°N 151.7466°E